# Liste der Naturdenkmale in Enkirch
Die Liste der Naturdenkmale in Enkirch nennt die im Gemeindegebiet von Enkirch ausgewiesenen Naturdenkmale (Stand 11. März 2024).

## Naturdenkmale
| Nr.         | Bezeichnung                         | Lage                                         | Beschreibung                                     | Bild                                    |
| ----------- | ----------------------------------- | -------------------------------------------- | ------------------------------------------------ | --------------------------------------- |
| ND-7231-477 | Zwei alte Linden und 40 alte Eichen | südöstlich des Ortes; Flur Am Alten Hof Lage | Tilia sp., zwei Bäume, und Quercus sp., 40 Bäume | Direkt Bild zu diesem Denkmal hochladen |

## Ehemalige Naturdenkmale
| Nr. | Bezeichnung                                    | Lage                                                     | Beschreibung                                                                         | Bild                                    |
| --- | ---------------------------------------------- | -------------------------------------------------------- | ------------------------------------------------------------------------------------ | --------------------------------------- |
|     | Sieben alte Eichen umgeben von 15 alten Linden | südöstlich des Ortes; Flur Johannesborn Lage             | Quercus sp., sieben Bäume, und Tilia sp., 15 Bäume; Rechtsverordnung aufgehoben      | Direkt Bild zu diesem Denkmal hochladen |
|     | Wacholderbuschbestand                          | südöstlich des Ortes; Flur Am Kreuz Lage                 | Juniperus sp. Rechtsverordnung aufgehoben                                            | Direkt Bild zu diesem Denkmal hochladen |
|     | Zwei Eichen und 25 Buchen                      | südöstlich des Ortes; Abteilung Hinter dem Hochwald Lage | Quercus sp., zwei Bäume, und Fagus sylvatica, 25 Bäume Rechtsverordnung aufgehoben   | Direkt Bild zu diesem Denkmal hochladen |
|     | Zwei Eichen und fünf Linden                    | südöstlich des Ortes; Flur Bei den Linden Lage           | Quercus sp., zwei Bäume, und Tilia sp., fünf Bäume; Rechtsverordnung aufgehoben      | Direkt Bild zu diesem Denkmal hochladen |
|     | Sieben Eiche und 21 Buchen                     | südöstlich des Ortes; Abteilung Staug Lage               | Quercus sp., sieben Bäume, und Fagus sylvatica, 21 Bäume Rechtsverordnung aufgehoben | Direkt Bild zu diesem Denkmal hochladen |